# Státní okresní archiv Kolín
Státní okresní archiv Kolín je jedním z oddělení Státního oblastního archivu v Praze a sídlí v Kolíně, Zahradní ulici 278. Vedoucí archivu je PhDr. Lenka Neřoldová

## Fondy

### Fondy měst a obcí
- Kolín, nejstarší dochovanou archiválií je Listina krále Václava II. z roku 1285, kterou zaručuje kolínským měšťanům průchod nálezů královského a zemského soudu ve sporech se šlechtou. Dalším významným dokumentem je listina z 1. září 1335, kterou král Jan Lucemburský zaručuje právo konání čtrnáctidenního výročního trhu na svátek svatého Bartoloměje.
- Kouřim, včetně Kouřimské městské knihy od roku 1405
- Český Brod, včetně knihy kšaftů z let 1444-1590
- Kostelec nad Černými lesy
- Týnec nad Labem
- Stříbrná Skalice
- Žiželice

### Fondy spolků a organizací
- Spolek divadelních ochotníků "Tyl" (Kolín?)
- Pěvecké sbory Dobroslav a Dobromila (Kolín?)
- Tělovýchovná jednota Sokol v Kolíně, Českém Brodě a v Pečkách
- a další

### Osobní fondy
- Archiv rodiny Čermákových z Českého Brodu (Vilém Čermák ???)
- Josef Vávra (???)
- Bedřich Svoboda z Kouřimi (???)
- Jaroslav Schneider z Kolína (???)

Sbírky fotografií:
- Pozůstalost po Ladislavu a Janu Kamarýtových (???)
- Sbírka Jaroslava Kronuse (???)

## Příklady archiválií

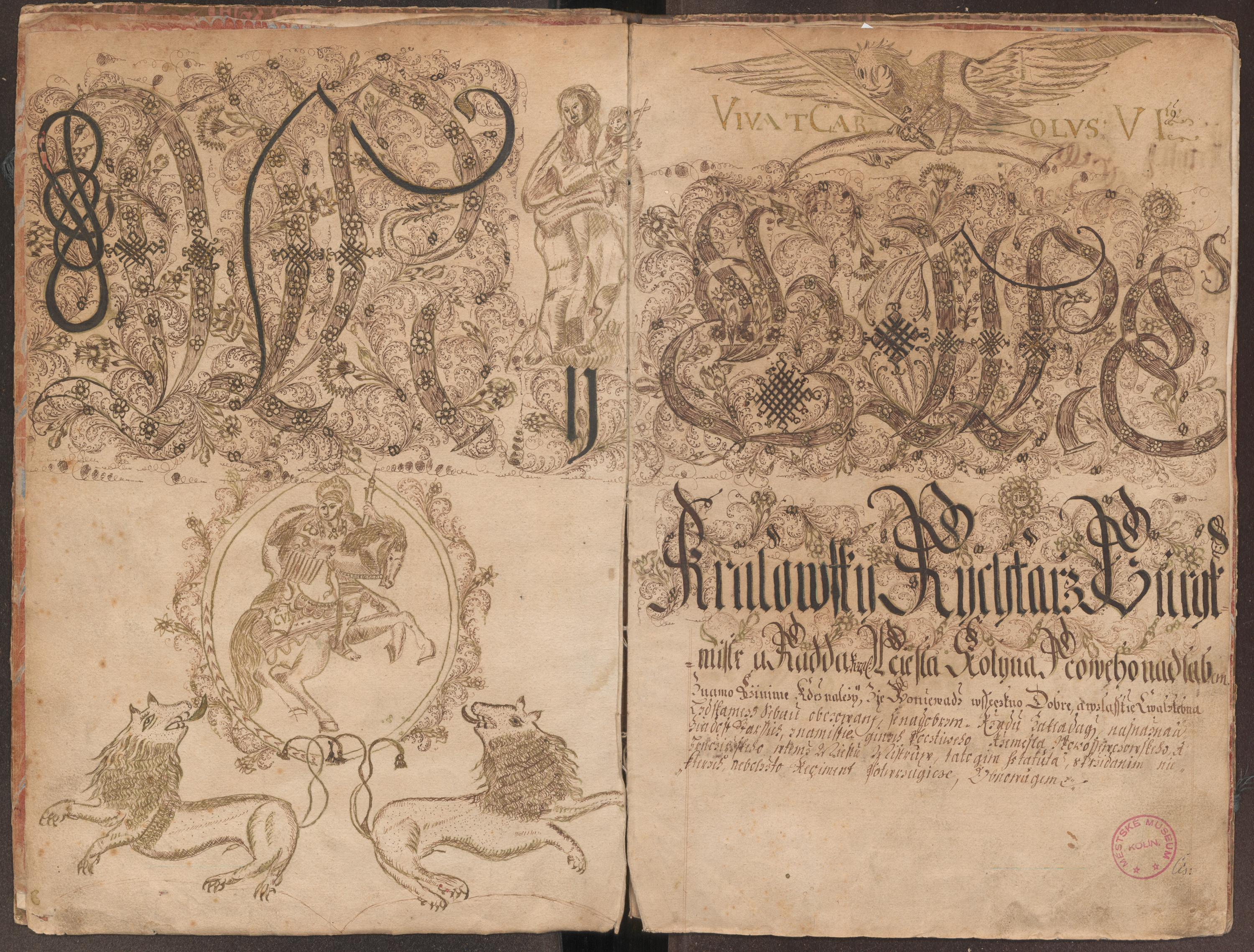
Artikule cechu ševcovského a hrnčířského, Kolín 1719.
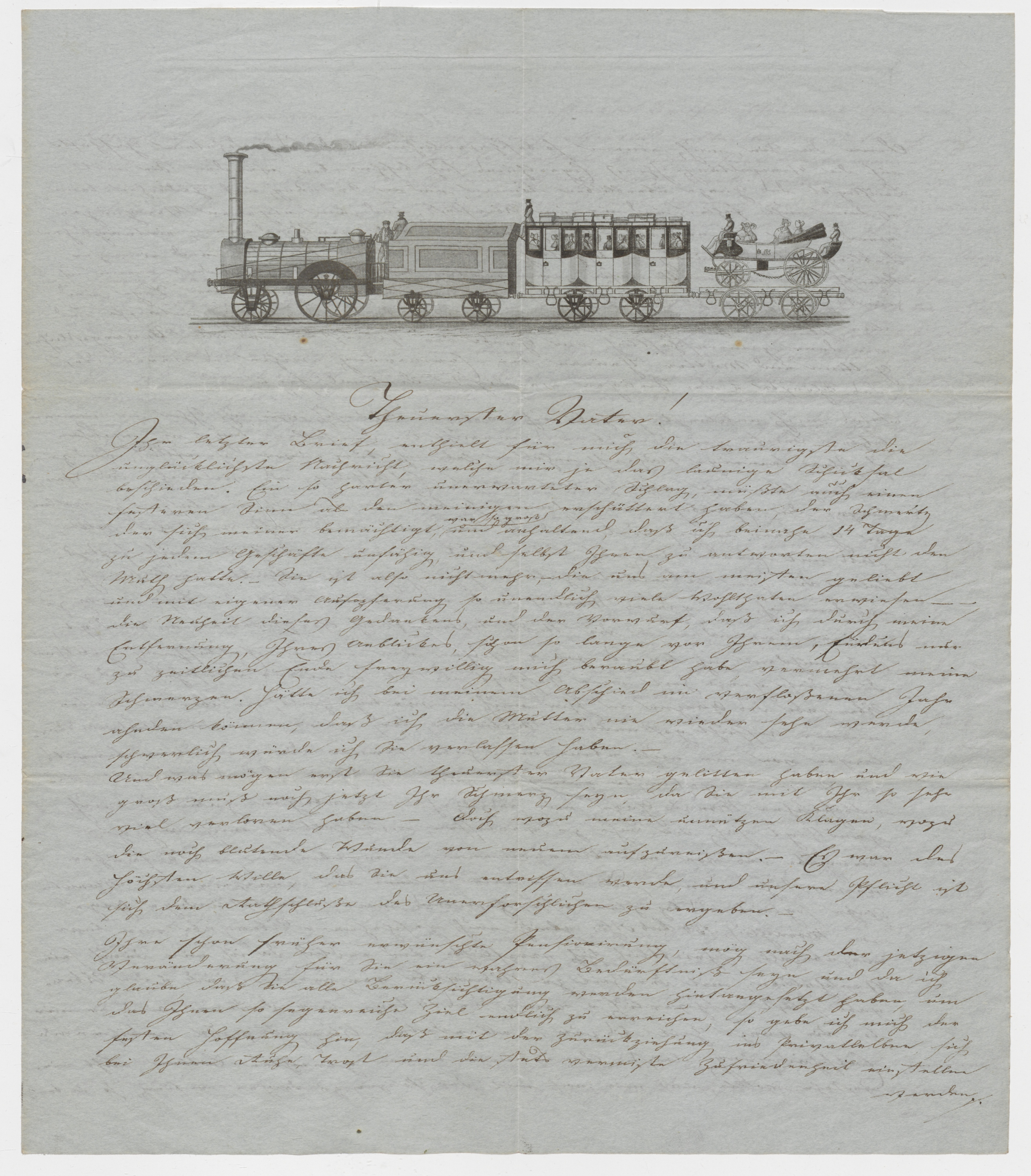
Dopis Viléma Čermáka z Ruska, 1837.
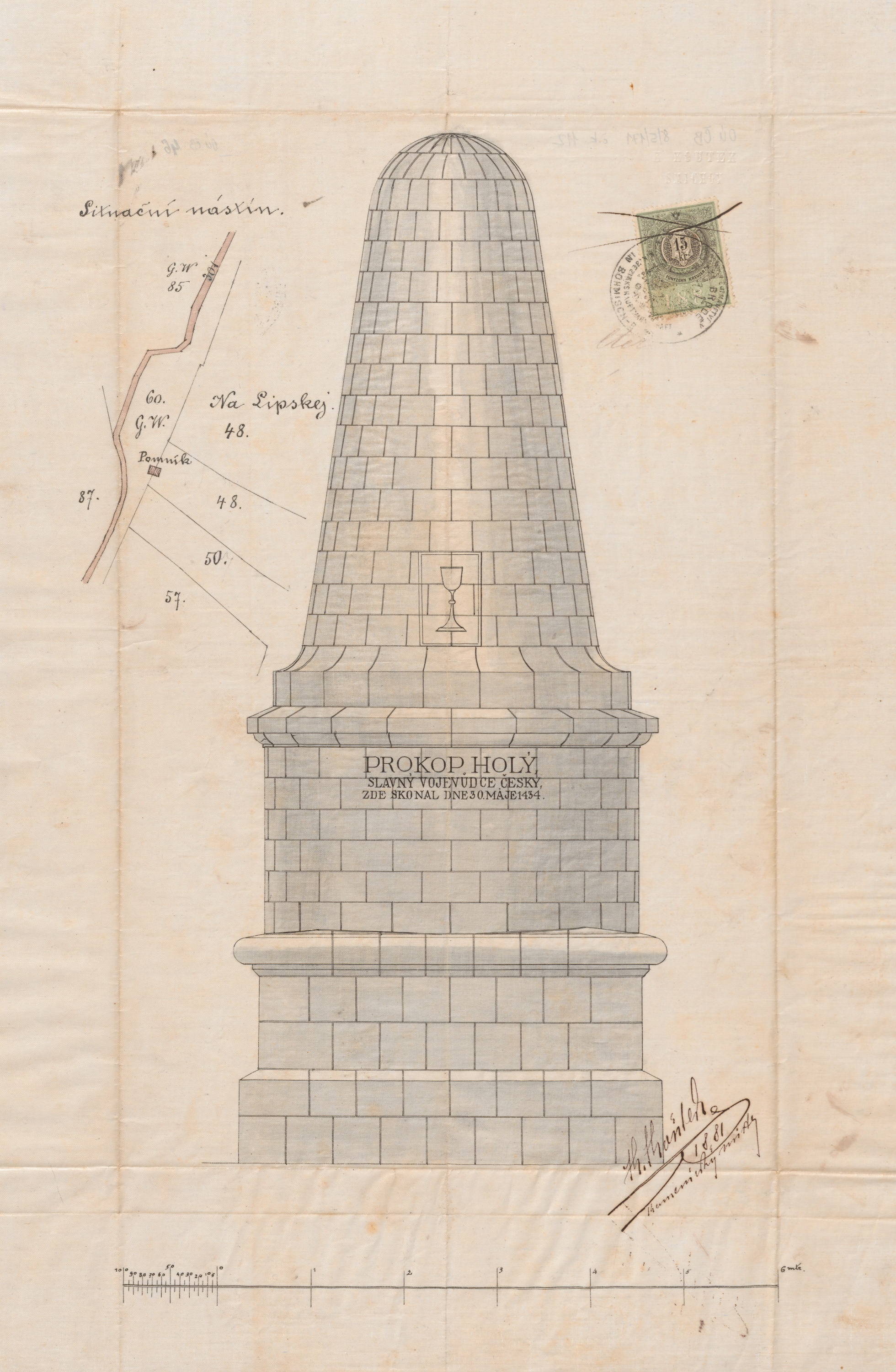
Plánek lipanské mohyly, 1881.
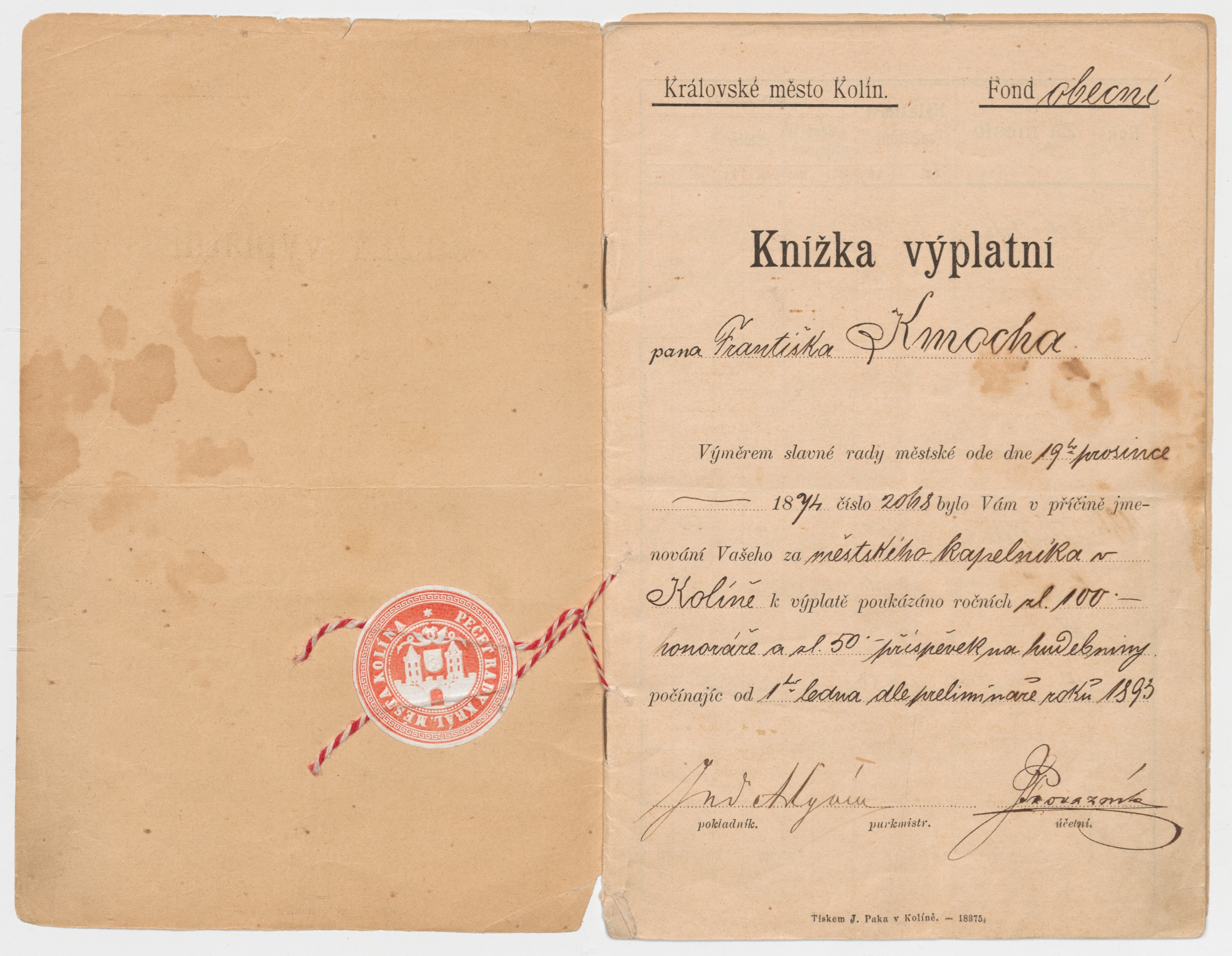
Výplatní knížka městského kapelníka Františka Kmocha z let 1893-1912.